# Nandlstadt
Nandlstadt település Németországban, azon belül Bajorországban. Lakosainak száma 5643 fő (2023. december 31.). Nandlstadt Mauern, Hörgertshausen, Rudelzhausen, Wang, Zolling, Attenkirchen és Au in der Hallertau községekkel határos.

## Népesség
A település népessége az elmúlt években az alábbi módon változott:
| Lakosok száma | 618  | 1417 | 2381 | 3203 | 4976 | 5097 | 5223 | 5280 | 5431 | 5643 |
|               | 1875 | 1950 | 1975 | 1987 | 2012 | 2014 | 2016 | 2017 | 2021 | 2023 |